# Kanton Oloron-Sainte-Marie-Ouest
Oloron-Sainte-Marie-Ouest is een voormalig kanton van het Franse departement Pyrénées-Atlantiques. Het kanton maakte deel uit van het arrondissement Oloron-Sainte-Marie. Het werd opgeheven bij decreet van 25 februari 2014, met uitwerking op 22 maart 2015.

## Gemeenten
Het kanton Oloron-Sainte-Marie-Ouest omvatte de volgende gemeenten:
- Agnos
- Aren
- Asasp-Arros
- Esquiule
- Géronce
- Geüs-d'Oloron
- Gurmençon
- Moumour
- Oloron-Sainte-Marie (deels, hoofdplaats)
- Orin
- Saint-Goin